# Carte du monde (jeu vidéo)
Pour la représentation graphique plane des deux hémisphères du globe terrestre, voir Planisphère.
« Overworld » redirige ici. Pour l'album, voir Overworld (album de Savant).

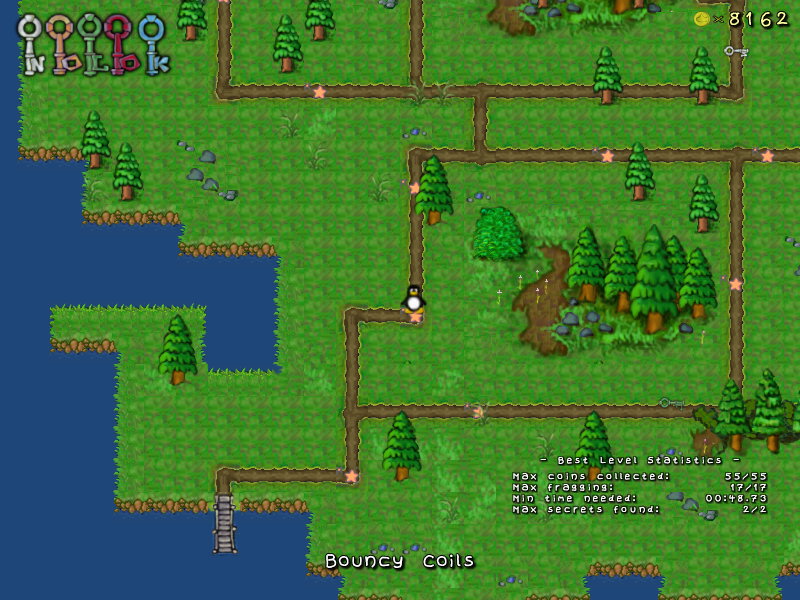
Carte du monde de SuperTux

Une carte du monde (ou carte du monde en vue de dessus, ou parfois l'anglicisme overworld) est la représentation graphique d'une zone d'un jeu vidéo qui permet d'interconnecter toutes les autres zones de celui-ci. Cette carte du monde représentant une carte géographique est très présente dans les jeux vidéo de rôle, mais n'est pas exclusive au genre.

## Description
Dans l'univers du jeu vidéo, notamment du jeu vidéo de rôle mais pas exclusivement, une carte du monde est la représentation d'une carte géographique en vue de dessus ou en vue à la première personne, d'un monde ou de l'univers fictionnel d'un jeu. Cette carte du monde comporte généralement des terrains variés comme des grottes, des montagnes, des forêts, de l'eau ou des personnages, mais aussi des villes ou d'autre lieux comme des donjons, temples ou niveaux. Plusieurs mécanismes de jeux peuvent être rencontrés, et en fonction de ceux-ci, la caméra peut être plus ou moins lointaine :
- La carte du monde peut parfois être affichée en permanence quel que soit l'endroit où le personnage jouable se trouve ;
- Quand le joueur pénètre dans une de ces endroits, la carte du monde peut être remplacée par l'affichage d'une zone avec le terrain ou l'endroit correspondant[2] ;
- Parfois, la carte du monde permet au joueur de déplacer et choisir les lieux où il veut se rendre ou la prochaine destination.

Traditionnellement, des endroits comme les donjons comportent des ennemis alors que les villes sont des havres de paix. 
Certains jeux comportent plusieurs enchainements de cartes du monde. D'autres jeux proposent l'entièreté de la carte alors que d'autres en masquent une partie, et le joueur peut débloquer les zones fermées au fur et à mesure de sa progression dans le jeu.